# Fredensborg Skole
Fredensborg Skole er en skole i Fredensborg, Danmark, der blev etableret i 1906 og startede med kun en bygning på Benediktevej med seks klasseværelser og boliger til lærere og skolebetjent. Frederik VIII var Danmarks nyudnævnte konge, da Fredensborg Skole blev indviet den 11. december 1906. Han var til stede ved indvielsen og havde som sådan en opmærksomhed i den moderne skole. Skolens elevtal voksede støt, og i 1937 blev den centralskole med 135 flere elever. Men da elevtallet voksede yderligere, blev Asminderød Skole oprettet i 1963, men lukkede på grund af svamp i 2006 og blev flyttet til midlertidige pavilloner i fem år. I 2013 blev Fredensborg Skole sammenlagt med Asminderød Skole og Karlebo Skole og blev til en ny skole med 0.-5. klasse på Benediktevej og 6.-9. klasse på en ny skole i Vilhelmsro. Skolen har fået flere nye bygninger gennem årene og er stadig under udvikling, herunder et nyt bibliotek, boldbane og renoverede undervisningslokaler.